# اقیون
اقیون (به فرانسوی: Aghione) یک کمون در فرانسه است که در کرس شمالی واقع شده‌است.

## خصوصیات
اقیون ۳۳٫۸۸ کیلومترمربع مساحت و ۲۴۵ نفر جمعیت دارد و ۶۶ متر بالاتر از سطح دریا واقع شده‌است.

## نگارخانه

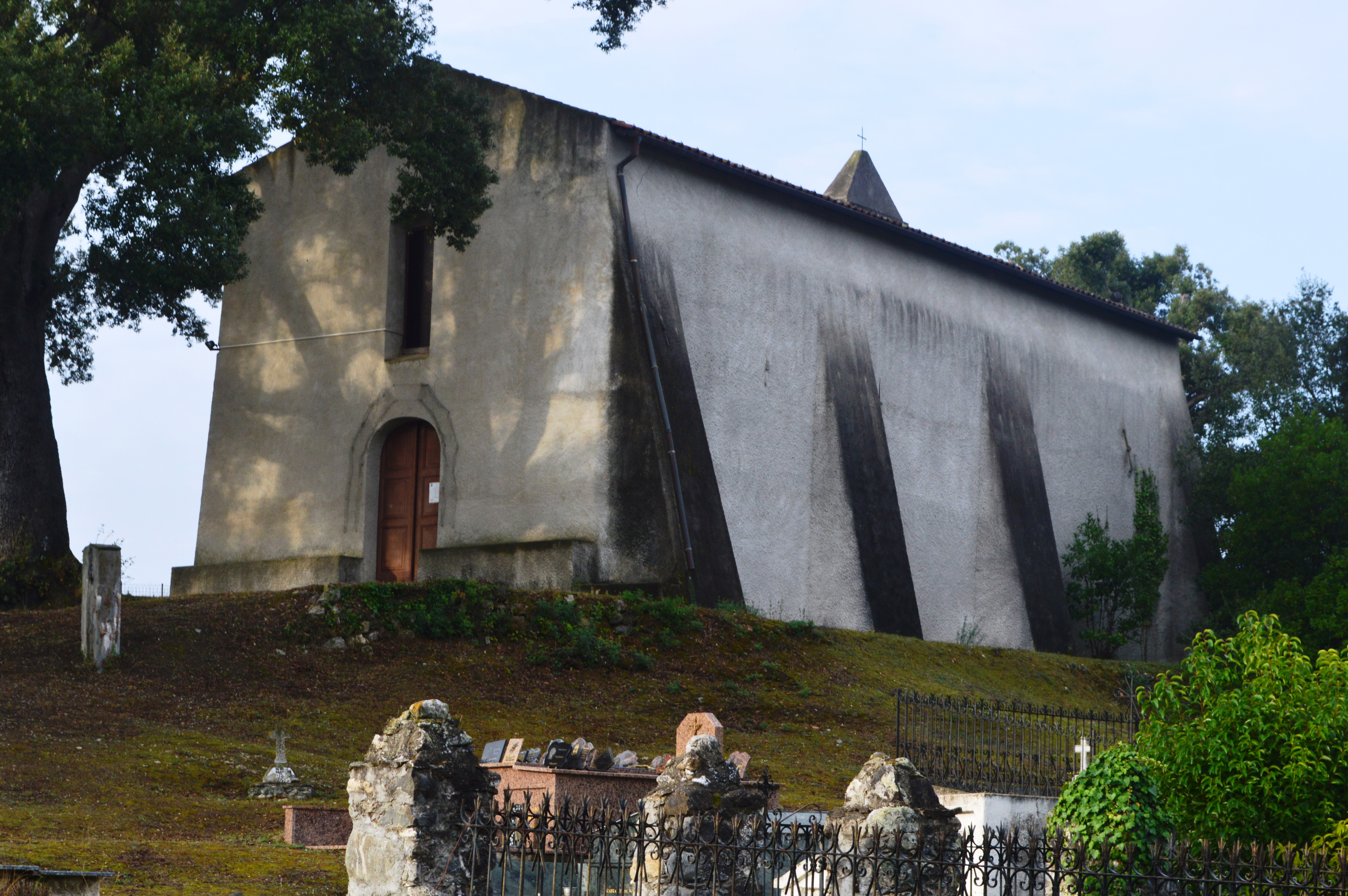
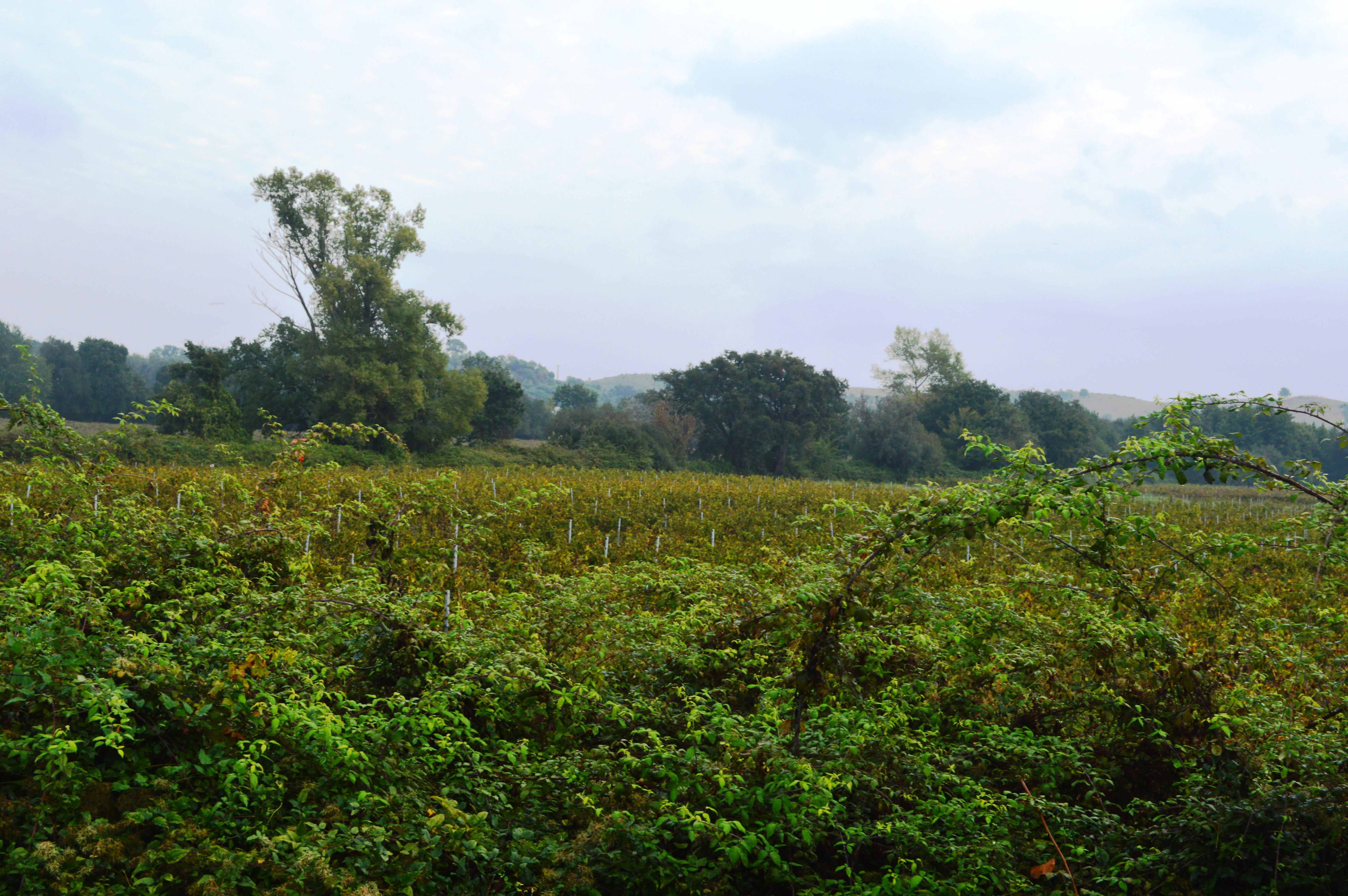
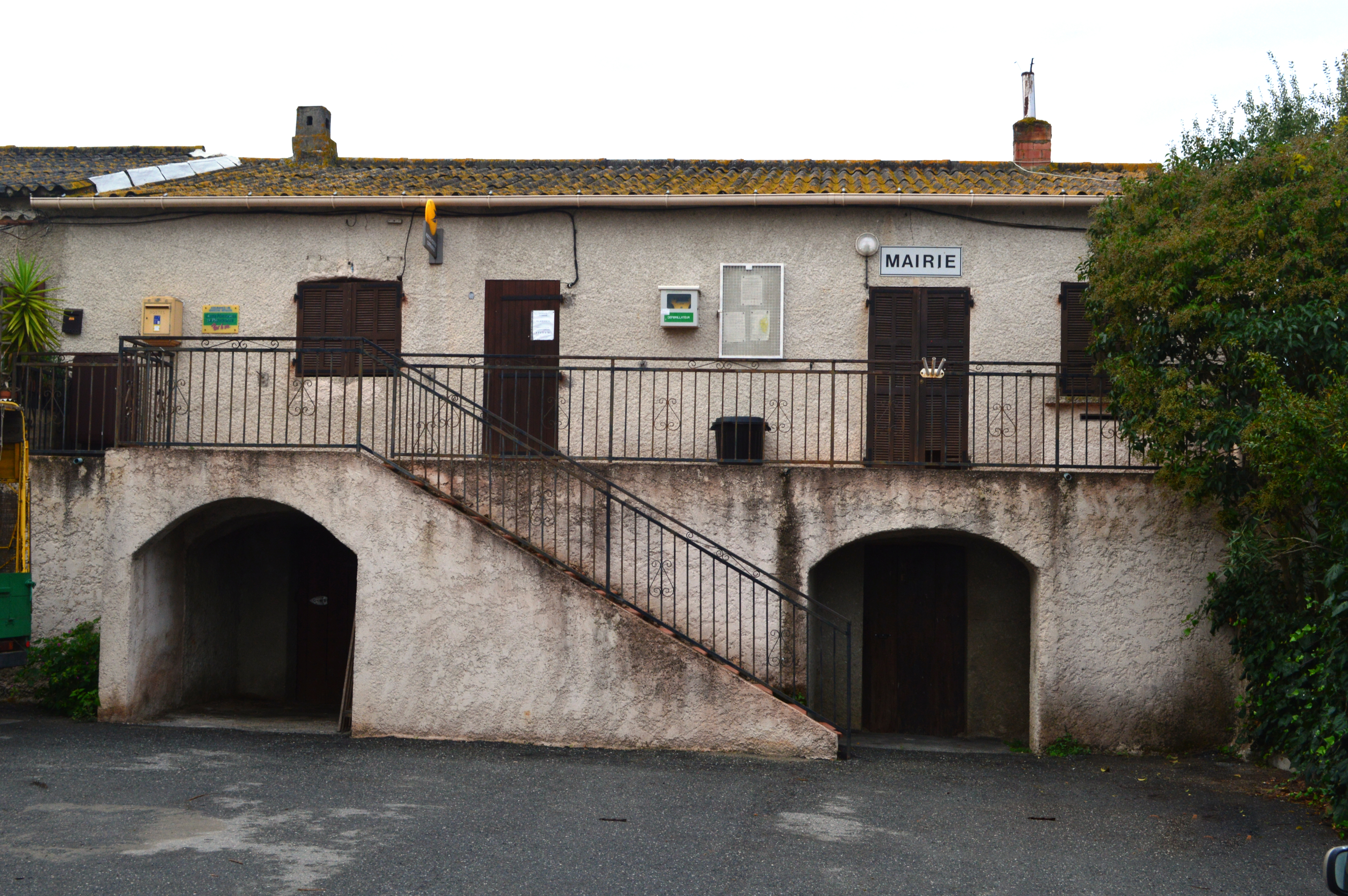
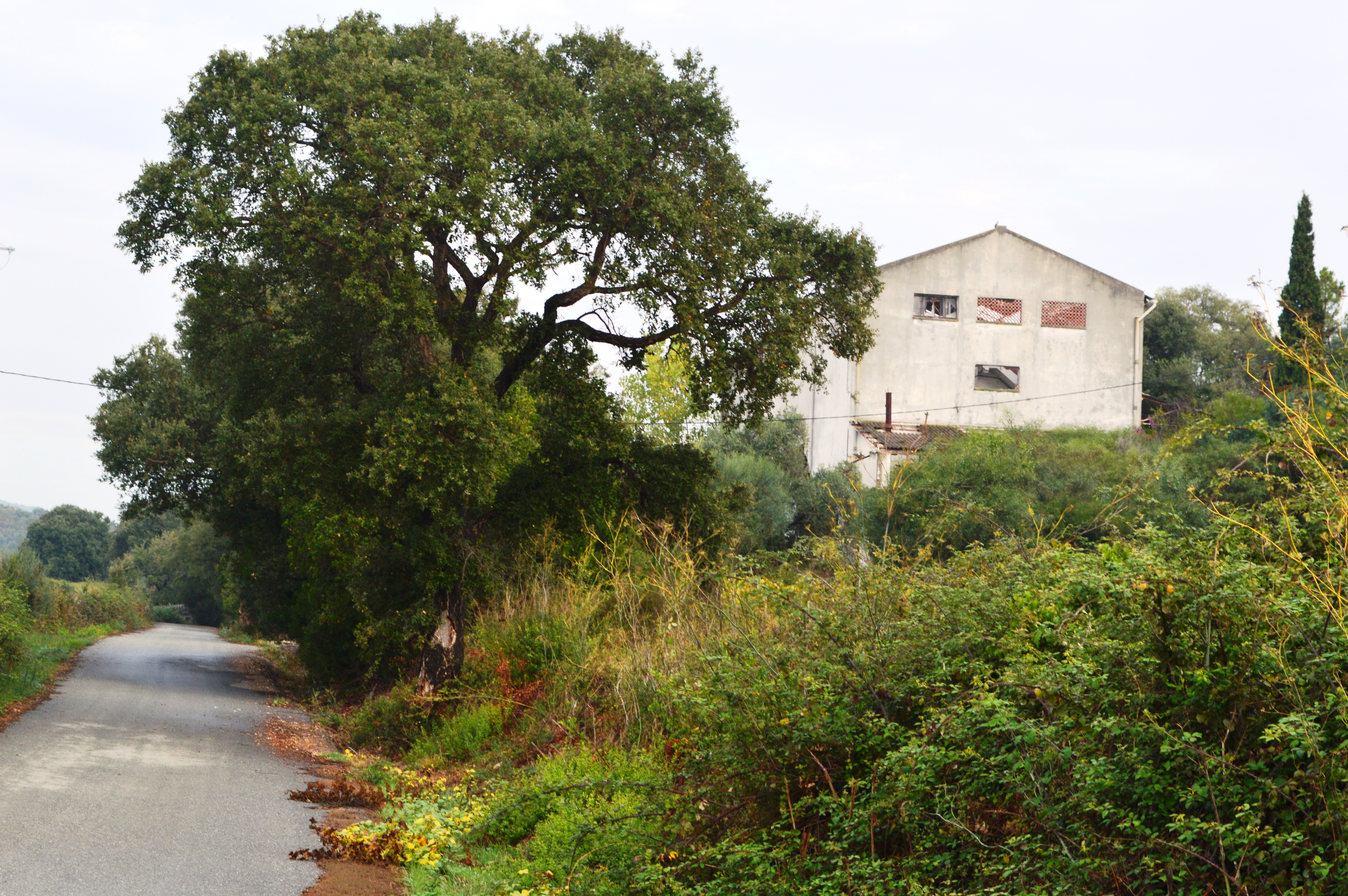
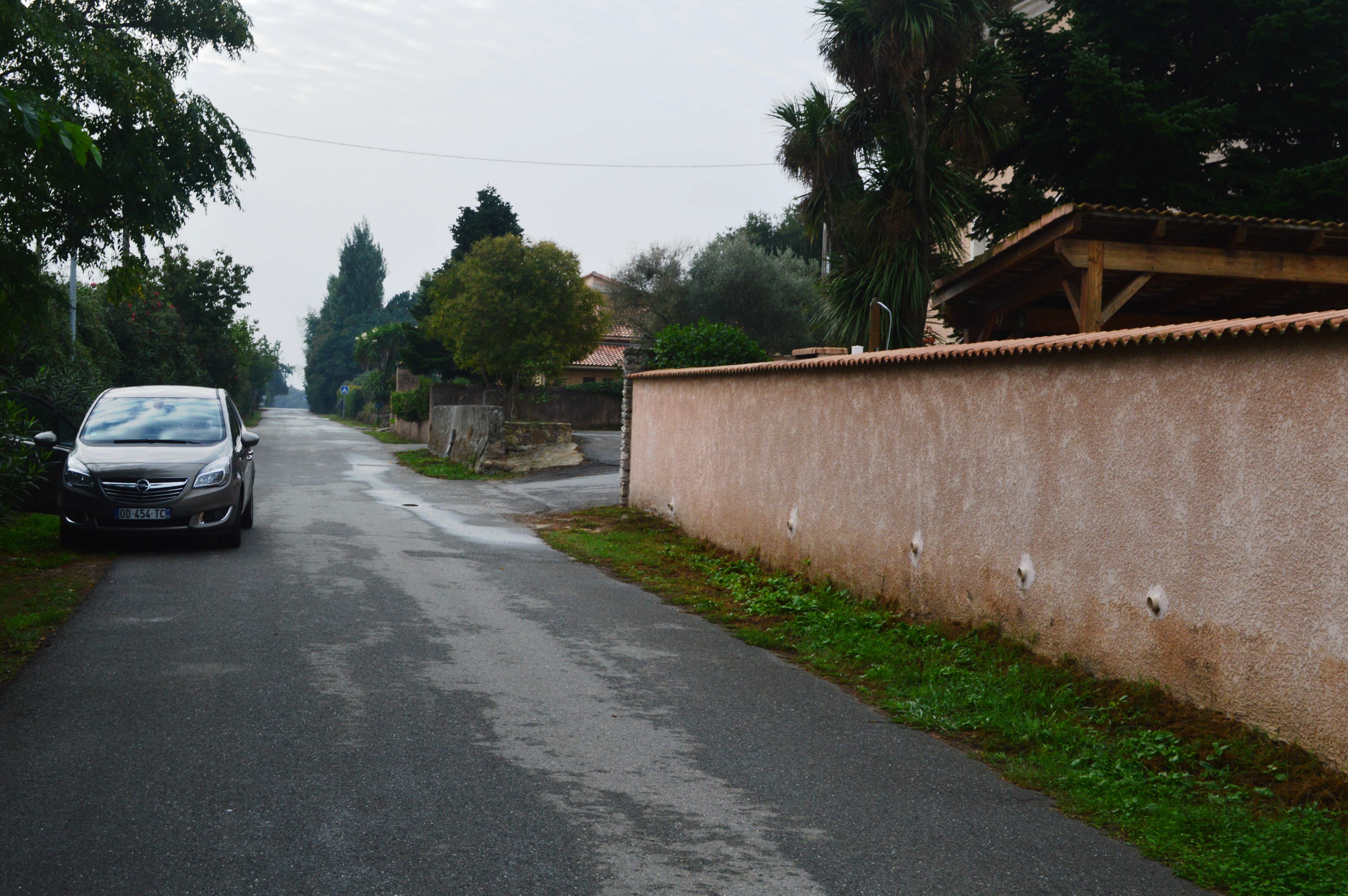